# Luís Filipe Sarmento
Luís Filipe Sarmento (Lisboa,12 de outubro de 1956) é um jornalista, tradutor escritor e realizador de televisão português.

## Carreira
Estudou filosofia, na Faculdade de Letras da Universidade de Lisboa
É professor de escrita criativa, realizador de cinema e vídeo.
Produziu o "Videolivro" em Portugal, no Programa Acontece para a Radiotelevisão Portuguesa (RTP).
Seus textos são traduzidos para o espanhol, francês, italiano, inglês, árabe, mandarim, japonês, romeno, macedónio, croata e russo.
Em 2017, suas obras estreou no Brasil através da Editora Landmark.

## Membro
- International P.E.N. Club;
- Associação Portuguesa de Escritores;
- International Comite of World Congress of Poets

## Prêmios
- Prémio Internacional Balsa de Piedra, pelo conjunto da obra "Ao Rubro";[4]
- Prémio Internacional Aguila de Oro, pelo conjunto da obra "Ao Rubro";
- Prémio Ulysses, com a obra "Beat";
- Prémio Cesar Vallejo, com a obra "Beat";
- Prémio Literatura Clarice Lispector 2023.[9]

## Obras
- A Idade do Fogo, 1975;
- Trilogia da Noite, 1978;
- Nuvens, 1979;
- Orquestras & Coreografias, 1987;
- Galeria de um sonho intranquilidade, 1988;
- Fim de Paisagem, 1988;
- Fragmentos de uma conversa de quarto, 1989;
- Exposições, 1989;
- Boca Barroca, 1990;
- Matinas Laudas Vésperas Completas, 1994;
- Tinturas alquímicas, 1995;
- A Ocultação de Fernando Pessoa: A desocultação de Pepe Damáso, 1997;
- A Intimidade do Sono, 1998;
- Crônica da Vida Social dos Ocultistas, 2000;
- Ser Tudo de Todas as Maneiras, Ensaio e Antologia de obra de Fernando Pessoa Livro/CD, 2012;
- Como Um Mau Filme Americano, 2013;
- Efeitos de Capitura, 2015;
- Repetição da diferença, 2016;
- Gabinete de Curiosidades, 2017